# Врачански проход

Врачански проход е планински проход (седловина) в централната част на Врачанска планина (част от Западна Стара планина), в Община Враца, област Враца и Община Своге, Софийска област.
Дължината на прохода е 36,2 км, надморска височина на седловината – 1310 м.
Проходът свързва град Враца на север с долината на река Искър при село Лакатник на юг. Трасето започва в северната част на Згориградската котловина, при разклона за село Згориград, на 461 м н.в. Чрез множество завои и серпентини се изкачва в западна посока по северния склон на котловината и след 8,7 км, на 982 м н.в достига разклона за пещерата „Леденика“. В този си участък трасето съвпада с третокласния Републикански път III-1002, от км 3,8 до км 12,5.
От тук нататък, вече като общински път продължава в южна посока по билото на планината и след 6 км достига до разклона за хижа „Пършевица“. Оттук навлиза в Софийска област, преминава през най-високата си точка 1310 м н.в. и постепенно започва да слиза по западния склон на Врачанска планина, като след 14,5 км достига до село Миланово при 823 м н.в. В този си участък пътят е със силно повредена макадамова настилка.
След селото, отново като третокласен Републикански път III-162, с множество обратни завои и голям наклон след 7 км слиза в долината на река Искър, източно от село Лакатник на 387 м н.в.
В двата си крайни участъка (до разклона за пещерата „Леденика“ и между селата Миланово и Лакатник), където съвпада с Републиканската пътна мрежа проходът се поддържа за движение на МПС целогодишно, а в останалата си общинска част не се поддържа. и е проходим само лятно време за автомобили с висока проходимост.

## Топографска карта
- Лист от карта K-34-35. Мащаб: 1 : 100 000.
- Лист от карта K-34-36. Мащаб: 1 : 100 000.